# Hiriberri (Aezkoa)
Hiriberri (oficialment bilingüe Hiriberri/Villanueva de Aezkoa) és un municipi de Navarra, a la comarca d'Auñamendi, dins la merindad de Sangüesa.

## Demografia
| Evolució demogràfica                                 | Evolució demogràfica | Evolució demogràfica | Evolució demogràfica | Evolució demogràfica | Evolució demogràfica | Evolució demogràfica | Evolució demogràfica | Evolució demogràfica | Evolució demogràfica | Evolució demogràfica |
| 1996                                                 | 1998                 | 1999                 | 2000                 | 2001                 | 2002                 | 2003                 | 2004                 | 2005                 | 2006                 | 2007                 |
| ---------------------------------------------------- | -------------------- | -------------------- | -------------------- | -------------------- | -------------------- | -------------------- | -------------------- | -------------------- | -------------------- | -------------------- |
| 156                                                  | 155                  | 154                  | 152                  | 145                  | 145                  | 144                  | 144                  | 135                  | 137                  | 129                  |
| 67                                                   | 62                   | 59                   | 58                   | 59                   | 59                   | 57                   | 57                   | 56                   | 54                   | 50                   |
| Fonts: Hiriberri i institut d'estadística de navarra |                      |                      |                      |                      |                      |                      |                      |                      |                      |                      |

## Topònim
El primer esment escrita d'aquesta població és de 1366. Apareix esmentada en el Llibre de Focs de Navarresa amb el nom Ireberri. En 1427 apareix amb el seu nom romanç, Villanueva. Ambdós noms tenen un significat equivalent en euskera i castellà. Els noms del tipus Villanueva, o el seu equivalent en euskera Hiriberri solen designar pobles de nova factura deguts a repoblacions o reagrupaments de població. Curiosament la Villanueva situada a la Vall d'Aezkoa, a pesar del seu nom, passa per ser una de les localitats més antigues d'aquesta vall. Històricament ha rebut el nom oficial de Villanueva no havent tingut l'apel·latiu d'Aezcoa més que un caràcter col·loquial per a distingir-lo d'altres localitats homònimes.
El 31 de gener de 1989 va prendre la denominació oficial bilingüe de Hiriberri / Villanueva de Aezkoa. Hiriberri és la forma en euskera normatiu del dialectal ireberri. Per al nom en castellà del poble, es va optar per afegir l'apel·latiu d'Aezcoa, però utilitzant el nom de la vall en euskera (Aezkoa), sorgint així un nom híbrid.